# Knothe

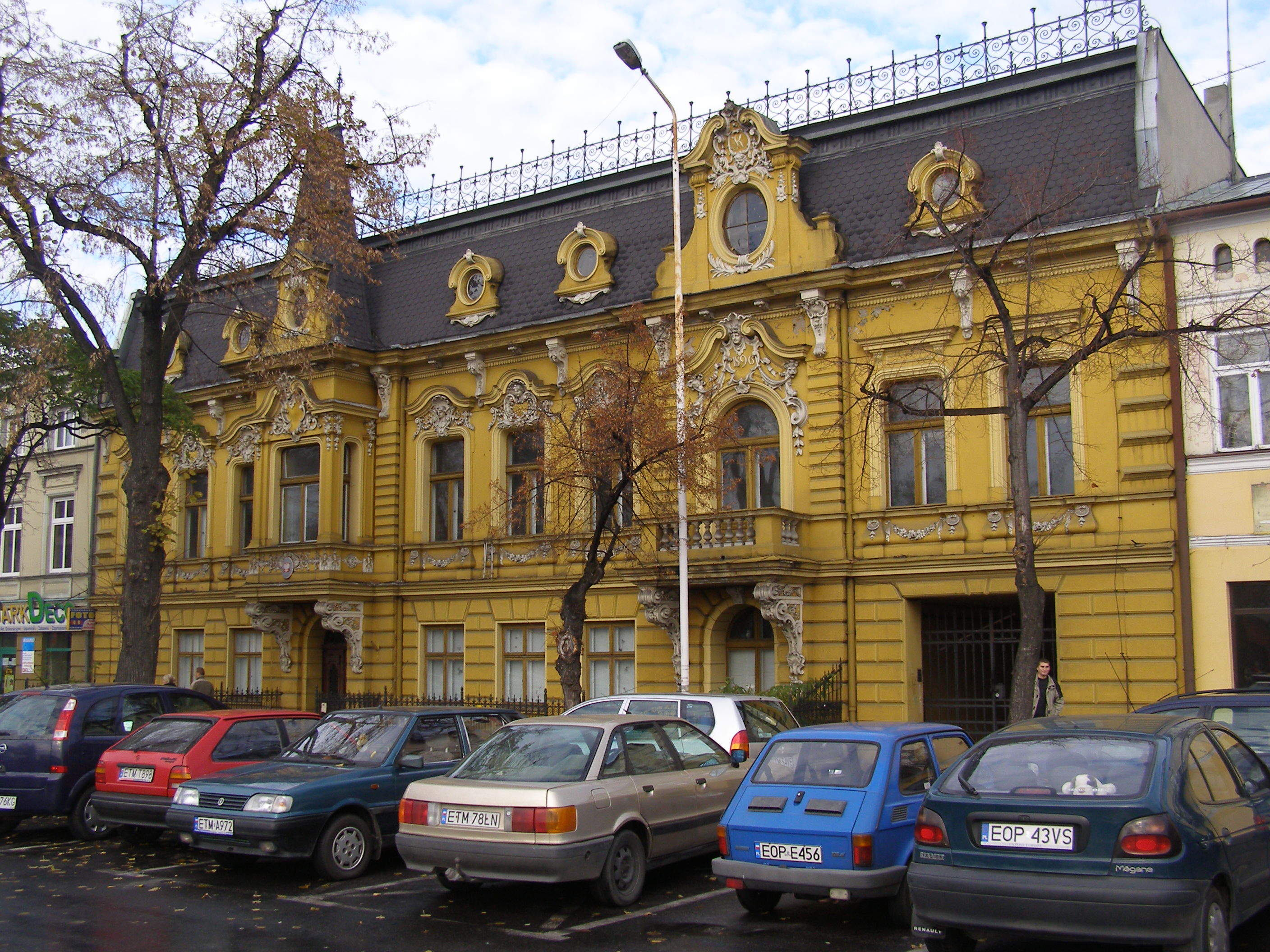
Kamienica fabrykancka rodziny Knothe w Tomaszowie Mazowieckim, zbudowana w 3-iej dekadzie XIX wieku, przebudowana pod koniec tegoż wieku

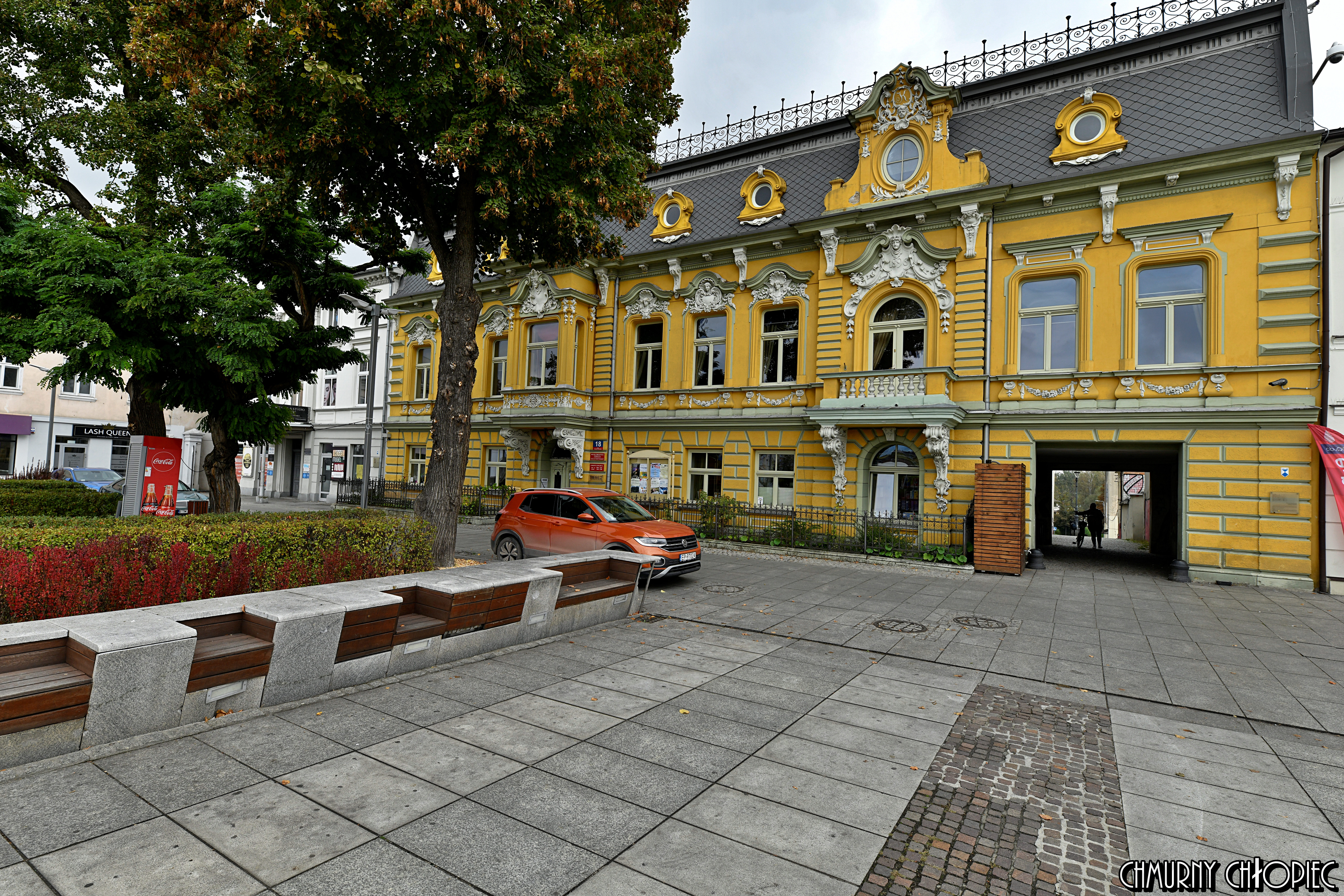
Kamienica fabrykancka rodziny Knothe

Knothe – rodzina fabrykantów tomaszowskich rodem ze Zgorzelca (niem. Görlitz), zasłużona dla społeczności miasta Tomaszowa Mazowieckiego. O dawnej wielkości i majętności rodziny Knothe świadczy kamienica fabrykancka, zbudowana w 3-iej dekadzie XIX wieku przy placu Św. Józefa (obecnie plac T. Kościuszki), potem przebudowana. Kamienica rodziny Knothe jest obecnie zaliczana do najcenniejszych zabytków miasta. 
Nazwisko Knothe jest pochodzenia niemieckiego. Obecnie w Polsce tym nazwiskiem posługuje się 36 osób. Większość przedstawicieli tej rodziny mieszka w Warszawie.

## Wybrane osoby noszące nazwisko Knothe
- Edmund Fryderyk Knothe (1838–1928), fabrykant sukna, współtwórca ochotniczej straży ogniowej w Tomaszowie Mazowieckim, długoletni członek ewangelickiego kolegium kościelnego, zapalony myśliwy.
- Gustaw Herman Knothe (1850–1916), pastor ewangelicki, proboszcz w Tomaszowie Mazowieckim.
- Jan Knothe (1912–1977), polski architekt, grafik, pisarz, poeta i dyplomata
- Jan Karol Fürchtegott Knothe (1838–1892), pastor ewangelicki, biblista, uczestnik misji chrześcijańskiej w Afryce Południowej, znawca kultury i mowy ludności bantu.
- Jerzy Knothe (1917–2002), polski polityk, socjolog wsi
- Oskar Knothe, przedsiębiorca, polityk, działacz sportowy i samorządowy, właściciel browaru i wytwórni wód gazowanych w Tomaszowie Mazowieckim
- Stanisław Knothe (1919–2015), inżynier górnictwa, specjalista od zagadnień górniczych, nauczyciel akademicki, profesor AGH w Krakowie
- Stefan Knothe (ur. 1943), polski lektor, narrator i aktor głosowy
- Tobiasz Fryderyk Knothe (1796–1866), fabrykant sukna, budowniczy kamienicy fabrykanckiej rodziny Knothów w Tomaszowie Mazowieckim
- Tomasz Knothe (ur. 1943), polski prawnik, historyk, dyplomata